# Tristan Tzara
Tristan Tzara (IPA: [trisˈtan ˈt͡sara]), pseudonimo di Samuel Rosenstock (Moinești, 16 aprile 1896 – Parigi, 25 dicembre 1963) è stato un poeta e saggista rumeno di lingua francese e romena.
Proveniente da un famiglia di religione ebraica, visse per la maggior parte della sua vita in Francia, ed è conosciuto soprattutto per essere uno dei fondatori del Dadaismo, un movimento di avanguardia rivoluzionaria nelle arti.

## Biografia

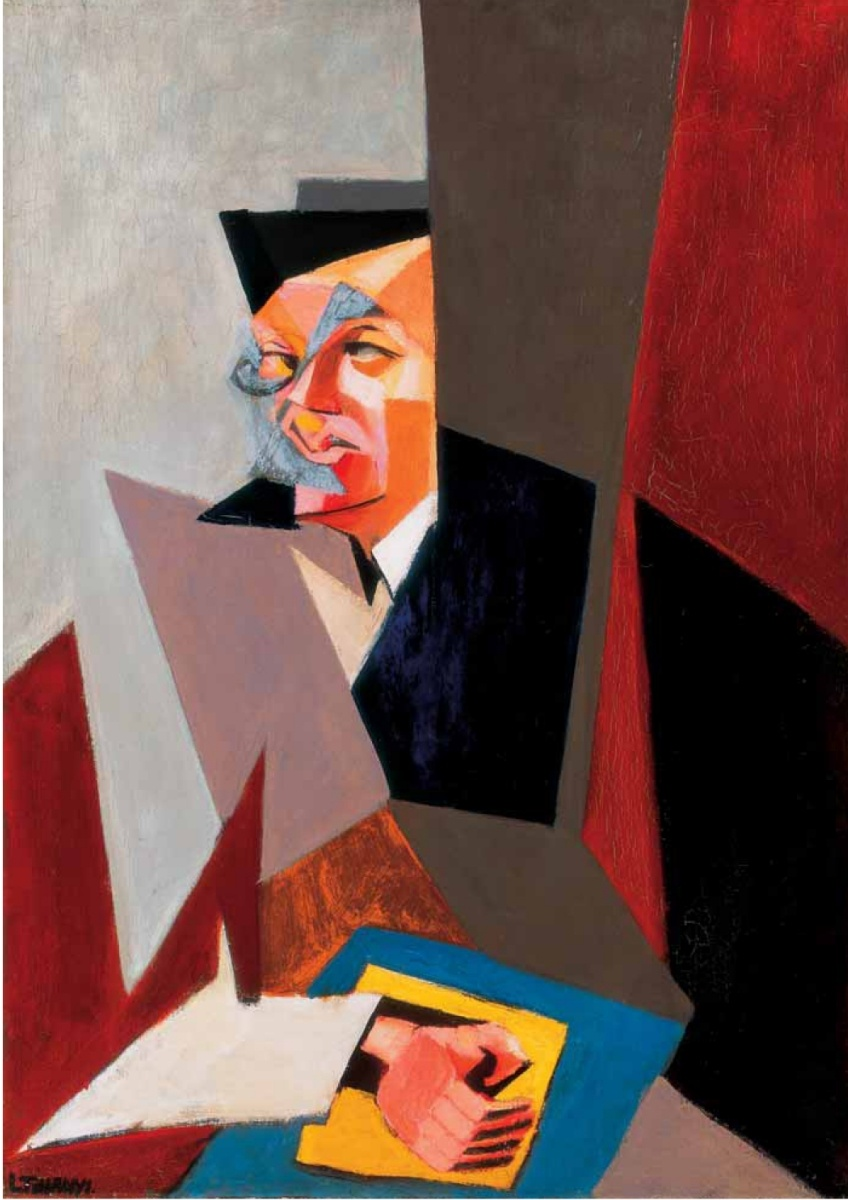
Tristan Tzara ritratto da Lajos Tihanyi

Il movimento Dada nacque a Zurigo durante la prima guerra mondiale: Tzara scrisse i primi testi Dada, La première aventure céleste de Monsieur Antipyrine (1916), Vingt-cinq poèmes (1918) e il manifesto del movimento, Sept manifestes Dada (1924). A Parigi, assieme alla moglie Greta Knutson e ad altri artisti come André Breton, Philippe Soupault e Louis Aragon, fu protagonista di attività artistiche rivoluzionarie con l'intento di scioccare il pubblico e di disintegrare le strutture del linguaggio. Nel 1921 si distinse anche nel mondo del teatro con la sua grande opera Cuore a gas, in cui i personaggi sono parti del corpo, che comunicano con il pubblico coinvolgendolo nella rappresentazione teatrale.
Alla fine del 1929, stanco del nichilismo e del distruzionismo, si unì ai suoi amici nelle attività più costruttive del surrealismo. Si spese per conciliare il surrealismo con il marxismo ed entrò a far parte del Partito Comunista Francese nel 1937. Combatté in Spagna per la repubblica contro i franchisti e fu un attivo resistente francese nella seconda guerra mondiale. Lasciò il partito nel 1956, per protesta contro la repressione Sovietica della Rivoluzione Ungherese.
I suoi ideali politici lo portarono poco a poco a divenire un poeta lirico. Le sue poesie narrano l'angoscia della sua anima, intrappolata tra rivolta e meraviglia nella tragedia quotidiana della condizione umana. I suoi lavori più maturi sono considerati L'Homme approximatif (1931), Parler seul (1950) e La face intérieure (1953), dove le parole, affiancate in modo anarchico nel Dada, sono sostituite da un linguaggio ancora difficile ma più esplicito.
Morì a Parigi nel 1963. Il suo corpo è sepolto nel cimitero di Montparnasse.